# NBA总冠军戒指
NBA总冠军戒指（NBA championship ring），是NBA总冠军的个人荣誉象征，夺得总冠军的球队的所有球员，不论是否在季后赛大名单中甚或可能包括季中轉隊者，都可以获得一枚，但前提是該球員須於當賽季曾有上場時間紀錄（例如德马库斯·考辛斯因直至季中被裁前都沒有於常規賽登場而未能隨洛杉矶湖人隊獲得2020年的總冠軍指環），或從當賽季開始直至結尾該球員都未曾離隊（例如詹姆斯·怀斯曼雖從常規賽直至總決賽皆因受傷而都沒有出場時間紀錄，但仍能隨金州勇士隊獲得2022年的總冠軍指環）。
每年的戒指上會有不同的設計，通常會以白金製做、用鑽石來組合圖型，刻有該系列賽比數，該球員的名字編號，亦會有該球隊的標誌或特色。例如芝加哥公牛完成第2次3連冠後的第6個冠軍指環上面刻有6個NBA總冠軍獎杯。
而且冠軍指環亦與奪得NBA總冠軍掛鉤。通常球評人形容一個球員很希望獲得冠軍指環多於一個球員很希望獲得NBA總冠軍。
而人們經常以球員獲取冠軍指環的數目來表達他曾多少次奪得NBA總冠軍。例如「這名球員手上已有五隻冠軍指環」代表他曾5次奪得NBA總冠軍 。而「沒有指環的巨星」亦用來形容那些傑出但未曾為球隊奪得NBA總冠軍的球員，例如帕特里克·尤因、约翰·斯托克顿、「郵差」卡爾·馬龍、「惡漢」查爾斯·巴克利、雷吉·米勒、「戰神」艾倫·艾佛森等。